# Bulbophyllum maxillarioides
Bulbophyllum maxillarioides là một loài phong lan thuộc chi Bulbophyllum.